# Всероссийская олимпиада школьников по астрономии
Всеросси́йская олимпиа́да шко́льников по астроно́мии — ежегодное соревнование по астрономии для школьников 9—11 классов. На настоящий момент входит в систему Всероссийской олимпиады школьников под эгидой министерства образования и науки РФ. Несмотря на то, что олимпиада проводится в течение года и состоит из четырех этапов, под Всероссийской олимпиадой часто подразумевают только заключительный этап, в котором участвуют сильнейшие представители всех регионов Российской Федерации.

## История
Всероссийская олимпиада школьников по астрономии была впервые проведена в 1994 году. В отдельных регионах России и СССР олимпиады по астрономии проводились и ранее; в частности, в Москве — с 1947 года. Астрономия стала восьмым по дате первой олимпиады предметом в системе всероссийских олимпиад (вместе с математикой, физикой, химией, биологией, информатикой, географией и экологией). С тех пор олимпиада проводится ежегодно и привлекает всё большее число участников.
В первые годы своего существования Всероссийская олимпиада была следующей ступенью над региональными олимпиадами, такими как «Московская олимпиада по астрономии и физике космоса» или «Санкт-Петербургская астрономическая олимпиада» и др. Регионам предлагалось делегировать на Всероссийскую олимпиаду команду согласно квоте, устанавливаемой Министерством образования.
В 2007 году было принято новое положение об олимпиадах, коренным образом поменявшее систему олимпиад в регионах. Следующая редакция этого положения принята в 2009 году. Согласно этому положению все предметные олимпиады, входящие в систему Всероссийской олимпиады школьников, должны проводиться в 4 этапа: школьный, муниципальный, региональный и заключительный. Теперь школьники во всех регионах России соревнуются на региональном этапе по одинаковым задачам, а отбор для участия в заключительном этапе осуществляется на основании формирования единого рейтинга и установки единого по всей стране проходного балла. В настоящее время действует положение, которое было принято в 2013 году.
Победители и призеры олимпиады после прохождения многоступенчатого отбора получают шанс попасть в сборную команду России для участия в Международной астрономической олимпиаде и Международной олимпиаде по астрономии и астрофизике.